# Окленд (переписна місцевість, Мен)
Окленд (англ. Oakland) — переписна місцевість (CDP) в США, в окрузі Кеннебек штату Мен. Населення — 2536 осіб (2020).

## Географія
Окленд розташований за координатами 44°33′6″ пн. ш. 69°42′27″ зх. д. / 44.55167° пн. ш. 69.70750° зх. д. (44.551645, -69.707396).  За даними Бюро перепису населення США в 2010 році переписна місцевість мала площу 14,78 км², з яких 14,00 км² — суходіл та 0,78 км² — водойми.

## Демографія
Згідно з переписом 2010 року, у переписній місцевості мешкали 2602 особи в 1120 домогосподарствах у складі 714 родин. Густота населення становила 176 осіб/км².  Було 1254 помешкання (85/км²).
Расовий склад населення:
| - 97,0 % — білих - 0,7 % — азіатів - 0,4 % — корінних американців - 0,3 % — чорних або афроамериканців |

До двох чи більше рас належало 1,3 %. Частка іспаномовних становила 1,8 % від усіх жителів.
За віковим діапазоном населення розподілялося таким чином: 21,6 % — особи молодші 18 років, 63,8 % — особи у віці 18—64 років, 14,6 % — особи у віці 65 років та старші. Медіана віку мешканця становила 42,1 року. На 100 осіб жіночої статі у переписній місцевості припадало 94,2 чоловіків;  на 100 жінок у віці від 18 років та старших — 91,9 чоловіків також старших 18 років.
Середній дохід на одне домашнє господарство  становив 58 089 доларів США (медіана — 47 159), а середній дохід на одну сім'ю — 74 645 доларів (медіана — 71 250). Медіана доходів становила 48 750 доларів для чоловіків та 49 828 доларів для жінок. За межею бідності перебувало 9,4 % осіб, у тому числі 4,2 % дітей у віці до 18 років та 14,8 % осіб у віці 65 років та старших.
Цивільне працевлаштоване населення становило 1049 осіб. Основні галузі зайнятості: освіта, охорона здоров'я та соціальна допомога — 20,2 %, роздрібна торгівля — 19,8 %, публічна адміністрація — 13,0 %, мистецтво, розваги та відпочинок — 9,9 %.